# Ramón Montoya
Ramón Montoya Salazar (2. november 1880 i Madrid – 20. juni 1949 smst) var en spansk flamencoguitarist. Det var i meget høj grad Montoya, der gjorde solokoncert for guitar til en acceptabel måde at spille flamenco. Før hans tid havde guitarens rolle stort set været begrænset til at akkompagnere sangere og dansere.